# جراحة روبوتية
الجراحة الروبوتية هي القيام بعمل جراحي بمساعدة تقنية آلية وحاسوبية، والجراحة بمساعدة الحاسوب، حيث تعتمد على التطورات التكنولوجية التي تستخدم أنظمة روبوتية للمساعدة في العمليات الجراحية. كما يمكن القيام بجميع الإجراءات الجراحية التي يمكن القيام بها عن طريق تنظير البطن في كل التخصصات المختلفة.
وقد وضعت عملية جراحية بمساعدة آليا للتغلب على القيود المفروضة على الحد الأدنى من الجراحة التقليدية وتعزيز دقة قدرات الجراحين الذين يجرون الجراحة المفتوحة.

## التاريخ
مع انتشار الجراحة بالمنظار في التسعينات (عام 1990 وما بعدها) فإن تغيير الصيغة التي كانت متبعة في عمليات الجراحة العامة قد طور الاتجاه إلى التدخل بأصغر جرح وأقل عدد من الجروح المحتملة في جسم الإنسان في كل العمليات الجراحية، وبإجراء أول عملية مرارة روبوتية عام 1997 اكتسب هذا الاتجاه سرعة جديدة للغاية.
وكان أول روبوت جراحي في العالم 'الحبيب'('Heartthrob')، والذي طُوِّر واُسْتُخْدِم للمرة الأولى في مدينة فانكوفر، في مقاطعة كولومبيا البريطانية، كندا في عام 1983. حيث صممه مهندس الطب الحيوي، الدكتور جيمس ماكوين (Dr. James McEwen)، والمهندس الفيزيائي جيف اخينليك (Geof Auchinleck)، والدكتور براين يوم فضلا عن مساعدة فريق من طلاب الهندسة. تم استخدام أول الروبوت الجراحي في إجراء العمليات للجراحية العظمية في 12 مارس 1984، في مستشفى جامعة كولومبيا البريطانية في فانكوفر. وأجريت أكثر من 60 عملية جراحية بالمنظار في الأشهر ال 12 الأولى، وانتشر فيديو لبرنامج ناشيونال جيوغرافيك على الروبوتات الصناعية، و«الثورة الروبوتاتية»، وظهرت على الجهاز. وشملت الأجهزة الروبوتية الأخرى ذات الصلة التي وضعت في نفس الوقت على الروبوت الجراحي.
ومع إنه يمكن التدخل الجراحي بالمنظار في عمليات عديدة إلا أن تقنيات المنظار تجعل هناك تقييدات، وكانت نقطة ظهور الجراحة الروبوتية هي إلغاء هذه التقيييدات، وخاصة أن تقنية «اس آي» التي تعد أكثر شكل متطور للجراحة الروبوتية المستخدمة في المستشفى الخاصة بنا قد جعلت هناك إمكانية لإجراء عمليات تحت منظر ثلاثي الأبعاد وعالي الوضوح تماما والذي لم يكن موجودا في الجراحة التقليدية بالمنظار، وهذا المنظر يمكن أن يتم تكبيره 10 أضعاف عند الضرورة., ويمكن أن تشاهد منطقة العملية عن قرب وبالتفاصيل، ويتيح إجراء العملية الجراحية بهذا الشكل، وبفضل طريقة دا فينسي موديل «آي اس» المتطور فقد إنعكست حركات اليد التي تقوم بالجراحة على آلات الجراحة الصغيرة جدا بشكل تام، وانتهى تماما الارتعاش وتأثير التعب الذي يحدث في العمليات الطويلة.

### الجراحة النسائية
وفقاً للإحصائيات الواردة في كتاب مدخل إلى جراحة الروبوت فقد شكلت الجراحة النسائية 52% من مجمل عمليات جراحة الروبوت التي أجريت في عام 2013 في الولايات المتحدة الأمريكية، أشيع العمليات الجراحية النسائية التي تُجرى حالياً بواسطة الروبوت هي استئصال الرحم.

### استئصال البروستات الجذري
استئصال البروستات الجذري prostatectomy من أوائل العمليات الجراحية التي تم استخدام روبوت دافنشي لإجرائها، بواسطة أذرع الروبوت التي تدخل عبر ثقوب صغيرة للقيام بالتداخل الجراحي المطلوب وقد حقق استئصال البروستات باستخدام الروبوت نتائج باهرة وزاد استخدام روبوت دافنشي زيادة كبيرة في هذا العمل الجراحي حتى بات يعتبر أهم مثال عن انتصار جراحة الروبوت وفعاليتها ونجاحها.
في عام 2010 شكَّل استئصال البروستات بواسطة روبوت دافنشي 62% من كل عمليات الجراحة الروبوتية في كندا.

### جراحة عامة
في أوائل عام 2000 تم استكشاف مجال التدخلات الجراحية العامة مع الجهاز دافينشي من قبل الجراحين في جامعة ولاية أوهايو. ونشرت تقارير عن جراحة المريء والبنكرياس لأول مرة في العالم، ونشر المزيد من البيانات في وقت لاحق من قبل فريق هورغان في جامعة إلينوي ومن ثم في وقت لاحق في نفس المؤسسة من قبل مجموعة أخرى. وفي عام 2007، بجامعة إلينوي في شيكاغو، ذكرت نشرة عن استئصال البنكرياس وأيضًا عن أول جراحة الروبوتية بالكامل في الغرب الأوسط من الولايات المتحدة الأمريكية بقيادة البروفيسور بيير كريستوفورو جيوليانوتي. في أبريل 2008، قام نفس فريق من الجراحين الأولى باستئصال الكبد بالكامل، وإزالة 60٪ من الكبد أحد المرضى، وسمح له بمغادرة المستشفى بعد بضعة أيام من إجرائه العملية.

### جراحة السمنة الروبوتية
تعد واحدا من أهم فروع الجراحة العامة في المستقبل – تقدما مهما للغاية، وبينما يجعل وجود الأنسجة الدهنية في البدانة المرضية بمعدل كبير من الجراحة داخل البطن صعبة وخطيرة فإن عمليات السمنة بالمنظار يمكن أن تجرى بدون خطأ وبشكل أكثر أمانا بفضل التقنية الروبوتية، ويمكن أن تجرى بعض أنواع عمليات السمنة في الجراحة الروبوتية بالمنظار أيضا في ثقب مدخل واحد، وذلك يقلل من الألم وخطر العدوى الكبيرة لدى المرضى الذين لديهم هذا النسيج الدهني، كما يحقق التحسن بشكل أفضل من الناحية الجمالية ومن ناحية السرعة.

### جراحة الارتجاع بالروبوت
قام الجراح د. لوفنت امين اوغلو وفريقه – الذي يعد من الفرق ذات الخبرة في هذا الموضوع في دولتنا وفي أوروبا في جراحة الارتجاع بواسطة عمليات الارتجاع بالمنظار والتي تعدى عددها 1500 عملية الارتجاع – بإجراء عمليات الارتجاع بالتقنية الروبوتية من نقطة مدخل واحد من السرة، وهذا يقلل كثيرا من الألم ومن تقييد الحركة بعد العملية كما يحقق أيضا القضاء على أثر العملية تماما بعد فترة ببقاء أثر الجرح داخل السرة فقط وخاصة لدى المرضى من النساء.

### جراحة الأمعاء بالروبوت
قد تتواجد صعوبة في الجراحة بالمنظار بسبب الخاصية التشريحية لمنطقة عمليات الجراحة المتعلقة بالجزء الأخير من الأمعاء الغليظة خاصة، إن فصل النسيج في هذا المجال بسبب ضيق الجزء الداخلي من تجويف الحوض لدى الإنسان سواء عن طريق المنظار أو بواسطة الجراحة المفتوحة وخياطته أيضا يعد شيئا صعبا، ويمكن أن تتم عملية الجراحة بدون خطأ وبشكل أكثر أمانا بفضل قدرة الحركة التالية لأدوات الجراحة الصغيرة جدا للروبوت والمناظر ثلاثية الأبعاد وتكبير المنطقة 10 أضعاف في الجراحة بالمنظار بمساعدة الروبوت، وبهذه الخاصية فإنه يحقق فوائد مهمة للغاية من ناحية نظافة النسيج المصاب بالورم بالمعنى التام وحماية الأعصاب كذلك في عمليات سرطان الأمعاء.

## الإستعمالات
يمكن القيام بجميع الإجراءات الجراحية التي يمكن القيام بها عن طريق تنظير البطن في كل التخصصات المختلفة. وبالتالي فإن كل الجراحات التي يعرفها العامة باسم الجراحات المغلقة يمكن إجراؤها بالروبوت. وهذه العمليات تضم عدداً كبيراً من الجراحات، من جراحة البروستاتا إلى جراحة القلب والأوعية الدموية، ومن جراحة المرارة إلى جراحات النسائية والتوليد. الجراحة الرائجة في عصرنا والمسماة «الجراحة قليلة التوسع» جميعها تهدف إلى إتمام الجراحة الضرورية لصحة وسلامة المريض مع إلاضرار بأقل قدر ممكن بالانسجة المجاورة وبمقاربة تحافظ على الأعضاء قدر المستطاع. وهذا شيءً مهم جداً لصحة المريض، كما هو أيضًا مهم لنجاح الجراحة وتقليل الآثار الجانبية.

## الأهمية
بفضل كاميرا وبعض الآلات الجراحية التي تدخل بطن المريض من شقوق جراحية صغيرة، لن يكون هناك جرح جراحي كبير في بطن المريض، وستكون فترة النقاهة والعودة إلى الحياة الطبيعية أسرع وأسهل. هذه الأفضلية التي تؤمنها جراحات تنظير البطن أيضاً، توجد في الجراحة الروبوتية بشكل متقدم، حيث يستطيع الجراح رؤية المنطقة التي يجري لها الجراحة بأبعادها الثلاثة والتدقيق في أدق التفاصيل، واستطاعته التمييز بين الأعصاب والاوعية الدموية الدقيقة ثم حمايتها، حتى في الحالات التي لا تستطيع يد الجراح أو الأجهزة فيها في الجراحات المفتوحة أو ربما تضر بالانسجة المجاورة يستطيع الروبوت وكأنه يد صناعية نقل حركات يد الجراح الخارجية إلى الداخل مما يؤدي إلى نتائج جراحية ممتازة. قدرة حركة يد الروبوت غير المحدودة في الداخل، إمكانية تنفيذها عمل عدة عمليات جراحية في نفس الوقت، تسببها بكمية نزيف أقل بكثير، وقصر فترة النقاهة كلها من أسباب استعمال الجراحة الروبوتية.
ومن ميزات الجراحة الروبوتية:
- فترة نقاهة قصيرة
- تحكم ممتاز بالسرطان.
- درجة ألم أقل، وتقليل كمية مسكنات آلالم المستعملة.
- جرح جراحي أصغر وأفضلية تجميلية.
- تقصير فترة المكوث في المستشفى
- عودة أسرع إلى الأنشطة الطبيعية اليومية.
- تقليل الحاجة إلى نقل الدم.
- تقليل خطورة العدوى.
- مضاعفات أقل.

يمكن أن تتحرك الآلات الروبوتية الصغيرة جدا من رسغ الإنسان من زوايا وجهات أكثر بفضل التقنية التي يطلق عليها اسم «ايدنويرست»، وبفضل هذه الخاصية يمكن أن تجرى هذه العملية بشكل كامل وأكثر راحة وخاصة في المناطق الضيقة والصغيرة في الجسم.
إن الاستخدام الذي بدأ بعمليات المرارة والارتجاع والأمعاء الغليظة في البداية قد وجد مجالات استخدام في الجراحة العامة بواسطة عمليات الغدة الكظرية والطحال والبنكرياس وعمليات السمنة.
والفوائد المحتملة في الجراحة الروبوتية تكمن في تقليل الألم بعد العملية وتقليل نزيف الدم أثناء العملية وخاصة في جراحة السرطان واستخدام تقنية تحافظ على الأعصاب في جراحة السرطان أيضا وعودة المريض إلى حياته العادية بشكل أسرع.

## طالع ايضاً
- منظومة سينا الجراحية
- روبوت طبي
- نظام سينسي الروبوتي للقسطرة
- جراحة عن بعد
- جراحة روبوتية عبر الفم
- الذكاء الاصطناعي في المجال الصحي
- روبوتات النانو
- تقني جراحي
- روبوتية
- جراحة
- أداة جراحية
- روبوت